# Yorman Polas
Yorman Polas Bartolo (Camagüey, 8 agosto 1985) è un cestista cubano naturalizzato tedesco.

## Carriera
Con Cuba ha disputato i Campionati americani del 2011.